# Souls in Pawn
Souls in Pawn er en amerikansk stumfilm fra 1917 af Henry King.

## Medvirkende
- Gail Kane som Liane Dore
- Douglas MacLean som Karl / von Kondermarck
- Robert Klein som Baron Arnold von Pollnitz
- Frank Rickert som De Courcey
- Edward Peil Sr. som Etienne Jaccard